# Nojals-et-Clotte
Nojals-et-Clotte est une ancienne commune du sud-ouest de la France, située dans le département de la Dordogne en région Nouvelle-Aquitaine, devenue le 1er janvier 2016 une commune déléguée au sein de la commune nouvelle de Beaumontois en Périgord.

## Géographie

### Communes limitrophes

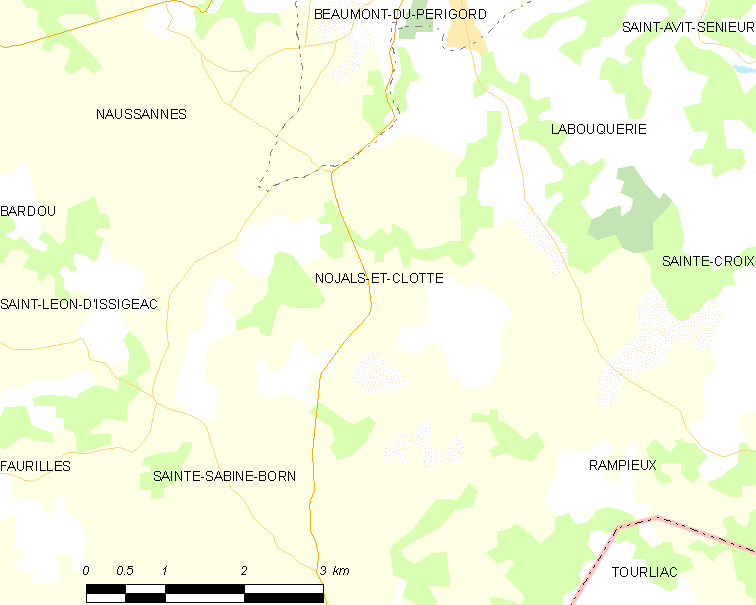
Carte de Nojals-et-Clotte et des communes avoisinantes en 2015, avant la création de la commune nouvelle de Beaumontois en Périgord.

En 2015, année précédant la création de la commune nouvelle de Beaumontois en Périgord, Nojals-et-Clotte était limitrophe de cinq autres communes.
| Naussannes         | Beaumont-du-Périgord | Labouquerie |
|                    | Nojals-et-Clotte     |             |
| Sainte-Sabine-Born |                      | Rampieux    |

## Urbanisme

### Villages, hameaux et lieux-dits
Outre les bourgs de Clotte et de Nojals proprement dits, le territoire se compose d'autres villages ou hameaux, ainsi que de lieux-dits :
- les Andrieux
- Biarette
- Bois du Bourg
- la Borie Neuve
- la Borie Neuve[Note 1]
- le Bos
- Bouchou
- Bourre
- Brandalou
- Champ Long
- Clotte
- la Dauphine
- Fonrouquette
- Fonrouquette[Note 2]
- Gleyze d'Als
- Grand Saler
- la Gravette
- la Loge
- Marchay
- Montastier
- Petit Brassac
- le Petit Sorbier
- Peyrelevade
- la Plaine
- Puybéton
- Riotte
- le Sorbier
- les Teulagnes
- Teyssonnier
- Viadel
- la Vignasse
- Vuidepot.

## Toponymie
Nojal désigne en occitan un noyer.
Clotte est une évolution du mot crypta en clopta puis Clotte désignant un alignement de dolmens formant un couloir[réf. nécessaire].
En occitan, la commune porte le nom de Nojals e Clòtas.

## Histoire
Dans les premières années de la Révolution française, la commune de Gleyze d'Al (devenu Gleyze d'Als) fusionne avec celle de Nojals. En 1825, les communes de Clotte et de Nojals fusionnent sous le nom de Nojals-et-Clotte.
Au 1er janvier 2016, Nojals-et-Clotte fusionne avec Beaumont-du-Périgord, Labouquerie et Sainte-Sabine-Born pour former la commune nouvelle de Beaumontois en Périgord dont la création a été entérinée par l'arrêté du 29 décembre 2015, entraînant la transformation des quatre anciennes communes en communes déléguées.

## Politique et administration

### Rattachements administratifs et électoraux
Dès 1790, les communes de Clotte et de Nojals sont rattachées au canton de Beaumont qui dépend du district de Belvès jusqu'en 1795, date de suppression des districts. En 1801, le canton est rattaché à l'arrondissement de Bergerac. Les deux communes fusionnent en 1825 sous le nom de Nojals-et-Clotte.
Dans le cadre de la réforme de 2014 définie par le décret du 21 février 2014, ce canton disparaît aux élections départementales de mars 2015. La commune est alors rattachée au canton de Lalinde.

### Intercommunalité
Fin 1995, Nojals-et-Clotte intègre dès sa création la communauté de communes du Pays beaumontois. Celle-ci est dissoute au 31 décembre 2012 et remplacée au 1er janvier 2013 par la communauté de communes des Bastides Dordogne-Périgord.

### Administration municipale
La population de la commune étant comprise entre 100 et 499 habitants au recensement de 2011, onze conseillers municipaux ont été élus en 2014,. Ceux-ci sont membres d'office du  conseil municipal de la commune nouvelle de Beaumontois en Périgord, jusqu'au renouvellement des conseils municipaux français de 2020.

### Liste des maires puis des maires délégués
| Période                                  | Période       | Identité               | Étiquette | Qualité |
| ---------------------------------------- | ------------- | ---------------------- | --------- | --- |
| Les données manquantes sont à compléter. |               |                        |           | |
|                                          |               |                        |           | |
| 1995                                     | mars 2008     | Dominique Mortemousque | UMP       | Conseiller général du canton de Beaumont-du-Périgord (depuis 1998) Ancien président de la CC du Pays beaumontois Sénateur (2002-2008) |
| mars 2008                                | décembre 2015 | Alain Merchadou        | SE        | Retraité agricole |

| Période      | Période  | Identité          | Étiquette | Qualité |
| ------------ | -------- | ----------------- | --------- | ------- |
| janvier 2016 | mai 2020 | Alain Merchadou   |           |         |
| mai 2020     | En cours | Marielle Gendreau |           |         |

## Démographie

### Démographie de Clotte
Jusqu'en 1825, Clotte et Nojals étaient deux communes indépendantes. À cette date, la commune de Nojals devient « Nojals-et-Clotte » lorsqu'elle fusionne avec celle de Clotte.
| 1793 | 1800 | 1806 | 1821 |
| ---- | ---- | ---- | ---- |
| 127  | 112  | 151  | 119  |

### Démographie de Nojals, puis de Nojals-et-Clotte
L'évolution du nombre d'habitants est connue à travers les recensements de la population effectués à Nojals depuis 1793, puis à Nojals-et-Clotte depuis 1825. En 2015, dernière année en tant que commune indépendante, Nojals-et-Clotte comptait 221 habitants. À partir du XXIe siècle, les recensements des communes de moins de 10 000 habitants ont lieu tous les cinq ans (2007, 2012 pour Nojals-et-Clotte). Depuis 2006, les autres dates correspondent à des estimations légales.
Au 1er janvier 2022, la commune déléguée de Nojals-et-Clotte compte 186 habitants.
| 1793 | 1800 | 1806 | 1821 | 1831 | 1836 | 1841 | 1846 | 1851 |
| ---- | ---- | ---- | ---- | ---- | ---- | ---- | ---- | ---- |
| 82   | 111  | 205  | 135  | 125  | 400  | 396  | 400  | 394  |

| 1856 | 1861 | 1866 | 1872 | 1876 | 1881 | 1886 | 1891 | 1896 |
| ---- | ---- | ---- | ---- | ---- | ---- | ---- | ---- | ---- |
| 357  | 388  | 387  | 371  | 386  | 406  | 431  | 401  | 342  |

| 1901 | 1906 | 1911 | 1921 | 1926 | 1931 | 1936 | 1946 | 1954 |
| ---- | ---- | ---- | ---- | ---- | ---- | ---- | ---- | ---- |
| 286  | 298  | 278  | 242  | 225  | 234  | 224  | 238  | 234  |

| 1962 | 1968 | 1975 | 1982 | 1990 | 1999 | 2007 | 2012 | 2015 |
| ---- | ---- | ---- | ---- | ---- | ---- | ---- | ---- | ---- |
| 227  | 213  | 178  | 183  | 177  | 193  | 200  | 215  | 221  |

## Économie
Les données économiques de Nojals-et-Clotte sont incluses dans celles de la commune nouvelle de Beaumontois en Périgord.

## Culture locale et patrimoine

### Lieux et monuments
- L'allée couverte du Blanc, dolmen au hameau de Blanc, près de la commune de Beaumont-du-Périgord, classé monument historique en 1971[13].
- La croix des Femmes[14].
- Église paroissiale Sainte-Quitterie à Nojals[15] où a été inhumée Marie-Céline de la Présentation en 2006. Vitraux réalisés par Gustave Pierre Dagrant en 1894.
- Église paroissiale Sainte-Anne de Clottes[16].
- Vestiges de l'église paroissiale Saint-Louis du hameau de Gleyze-d'Als[17].

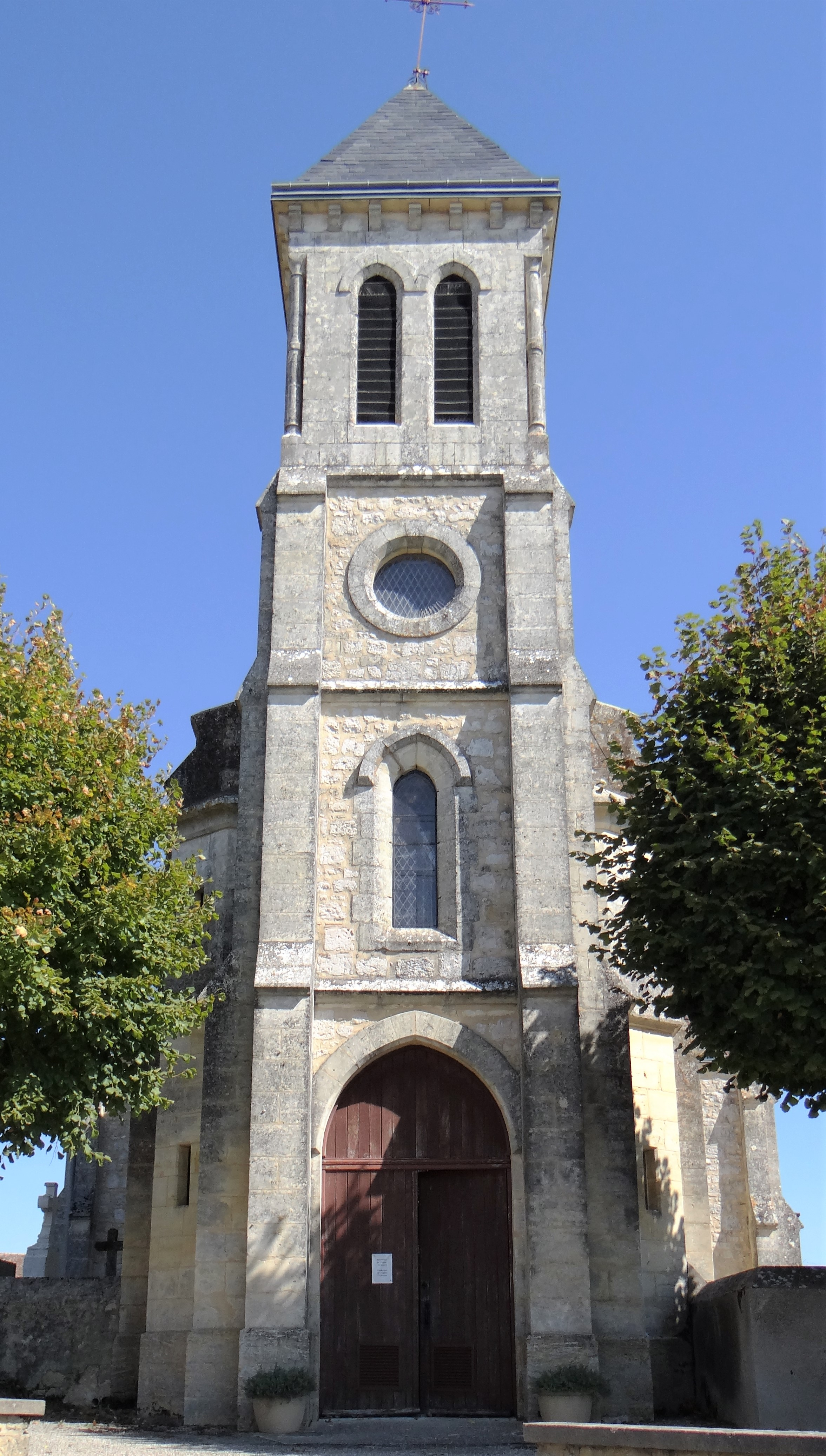
Église Sainte-Quitterie de Nojals : clocher.
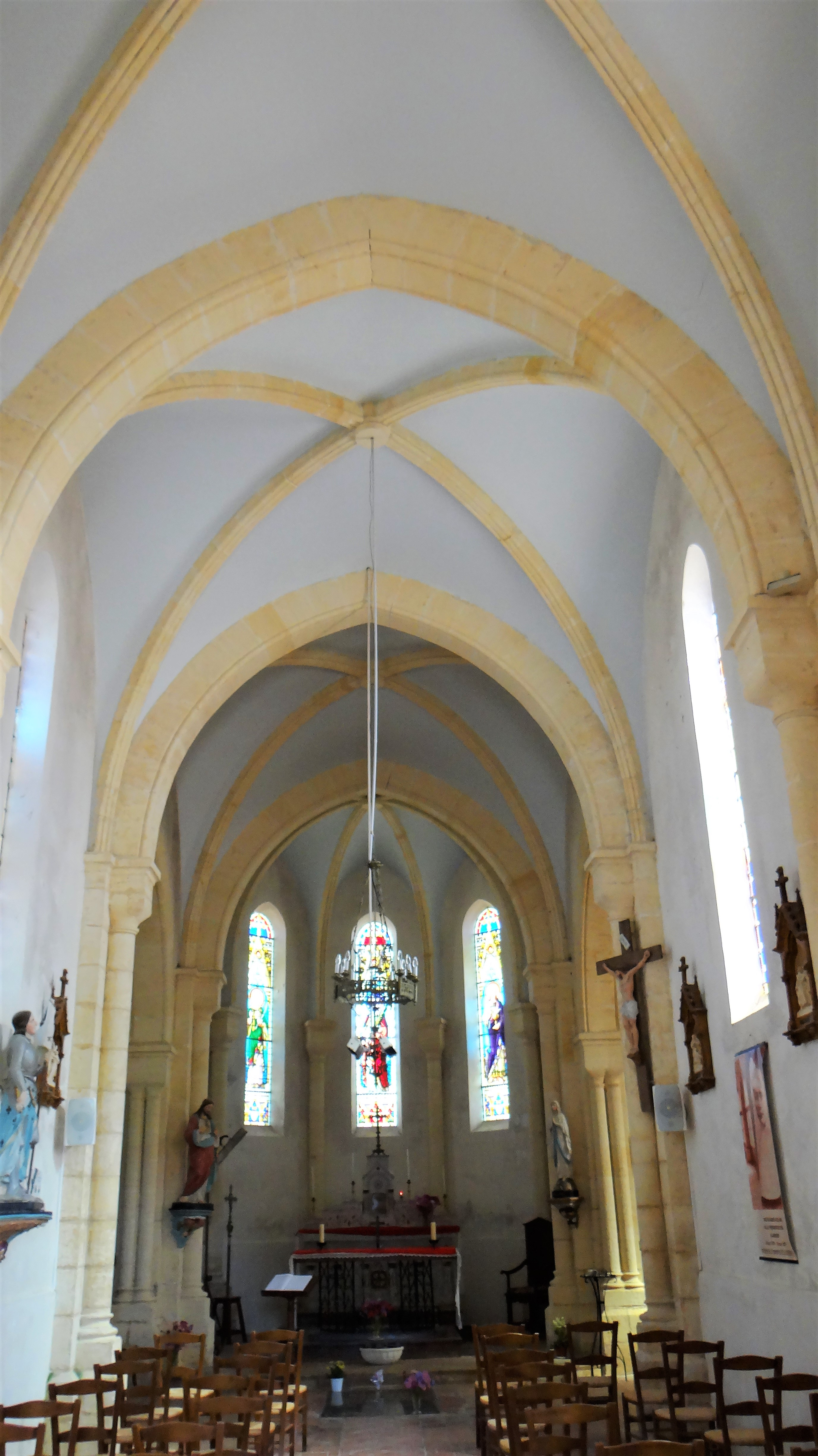
Église Sainte-Quitterie de Nojals : nef.
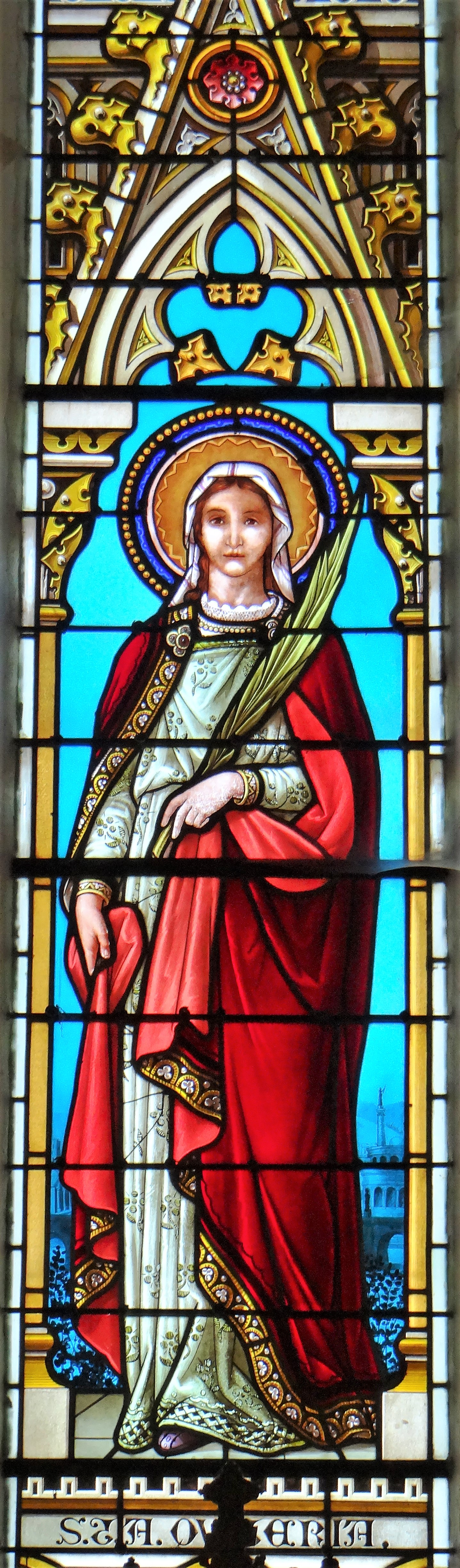
Sainte Quitterie.
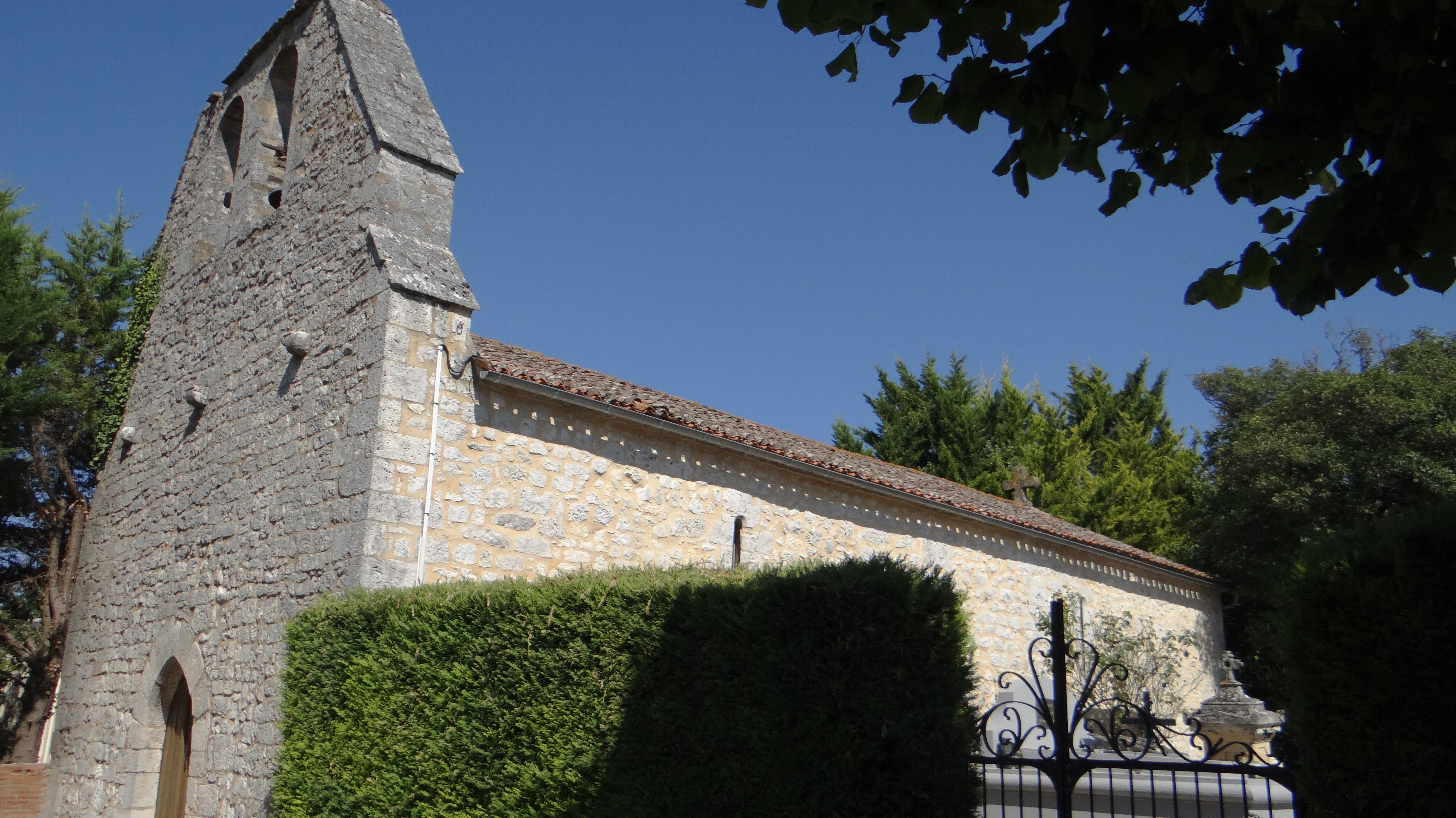
Église Sainte-Anne de Clotte.

### Personnalités liées à la commune
- Sœur Marie-Céline de la Présentation, née Jeanne Germaine Castang à Nojals-et-Clotte (1878-1897), clarisse béatifiée en 2007.
- Dominique Mortemousque (1950-2022), homme politique, natif de la commune dont il est maire de 1995 à 2008.